# Cure Violence
Cure Violence is een anti-geweldorganisatie en -programma. Het doel van deze NGO is de ontwikkeling en verspreiding van geweld in gemeenschappen tegen te gaan, gebruikmakend van inzichten en methoden die afkomstig zijn uit de gezondheidszorg. Dit houdt in: het vaststellen van brandhaarden, gericht ingrijpen, nagaan wie de personen zijn  die in dit verband het hoogste risico lopen, de behandeling van die personen en het veranderen van sociale normen.
De organisatie is opgericht in 2000 in de Verenigde Staten maar opereert wereldwijd. 